# Torrecuevas
Torrecuevas es una localidad y pedanía española perteneciente al municipio de Almuñécar, en la provincia de Granada. Está situada en la parte suroccidental de la comarca de la Costa Granadina. Cerca de esta localidad se encuentran los núcleos de Almuñécar capital y Velilla-Taramay.

## Demografía
Según el Instituto Nacional de Estadística de España, en el año 2022 Torrecuevas contaba con 791 habitantes censados, lo que representa el 2,96% de la población total del municipio.

### Evolución de la población
| Gráfica de evolución demográfica de Torrecuevas entre 2012 y 2022 |
|                                                                   |
| Datos según el nomenclátor publicado por el INE.                  |

## Comunicaciones

### Carreteras
Las principales vías de comunicación que transcurren por esta localidad son:
| Identificador | Denominación             | Itinerario                 |
| ------------- | ------------------------ | -------------------------- |
| A-7           | Autovía del Mediterráneo | Algeciras - Barcelona      |
| A-4050        | De N-323 a Almuñécar     | Villa de Otura - Almuñécar |

Algunas distancias entre Torrecuevas y otras ciudades:
| Ciudades  | Distancia (km) |
| --------- | -------------- |
| Almuñécar | 4              |
| Motril    | 22             |
| Granada   | 80             |
| Almería   | 129            |
| Jaén      | 171            |
| Murcia    | 348            |

## Servicios públicos

### Sanidad
La pedanía cuenta con un consultorio médico de atención primaria situado en la carretera de Jete s/n, dependiente del Área de Gestión Sanitaria Sur de Granada. El servicio de urgencias está en el centro de salud de Almuñécar, y el área hospitalaria de referencia es el Hospital Santa Ana de Motril.